# Kanton Beaufort (Savoie)
Kanton Beaufort is een voormalig kanton van het Franse departement Savoie. Kanton Beaufort maakte deel uit van het arrondissement Albertville en telde 4161 inwoners in 1999. Het werd opgeheven bij decreet van 27 februari 2014 met uitwerking op 22 maart 2015. Alle gemeenten werden toegevoegd aan het kanton Ugine.

## Gemeenten
Het kanton Beaufort omvatte de volgende gemeenten:
- Beaufort (hoofdplaats)
- Hauteluce
- Queige
- Villard-sur-Doron